# Neoplan Euroliner
Neoplan N3316 «Euroliner» — 12-метровий туристичний автобус для інтернаціональних перевезень марки Neoplan, що виробляється з 1998 року, як можливий наступник моделей Neoplan Jetliner i Neoplan Transliner. За замовленням, може бути трьох- або двохвісним, відповідає усім сучасним вимогам до перевезення пасажирів (визначений чотирьохзірковим). Протягом виробництва, було створено кілька модифікацій даної машини, щоправда, сильно від базового вони не відрізнялися.

## Загальний опис
Цей автобус з моделей Neoplan визнано як чотиризірковий за комфортом перевезення, і він відповідає усім сучасним вимогам щодо туристичних автобусів, хоч перші розробки почалися ще у 1998 році. Автобус вагонного компонування, у довжину досягає рівно 12 метрів, у висоту — 3,2 метра і у ширину — «стандартні» 2,5 метра. Ззовні автобус має випуклий передок з трьома фарами з кожного боку, а також по одній протитуманній. Передок розділено на кілька частин, проте технічної важливості вони не несуть; лобове скло сильно витягнуте і панорамне, склоочисники розташовано один-над-одним. Унизу передка приварено різко окреслений бампер, на якому розташовується номер автобуса та наклейка країни, у якій його випущено. Бокові стекла розташовано непопарно, ліве (те, що ближче до водія), розташовується нижче та може відгинатися; інше, з правого боку, набагато більше розміром та розташовано зверху. По боках автобуса по 4—5 габаритних вогнів, на задку їх розташовано 4 і 8 фар. Багажні відсіки відкриваються автоматично за допомогою кнопки на панелі приладів. Двері до салону відкриваються паралельно до стін автобуса, формула дверей 1—1—0. Автобус може бути як двох-, так і тривісним, формула коліс залежить від модифікації та розташування навантаження пасажирами певного місця, а також витримки одної з осей. Автобус один з небагатьох, що має можливість перевозити людей з обмеженими фізичними можливостями: біля привода середніх дверей спрацьовує спеціальний висувний пандус (див. фото знизу), що здатен витримати вагу у 100—110 кілограм (тобто вагу дорослого чоловіка у візку пристрій витримати може). Салон виконано з підвищеним комфортом, як і в усіх автобусах марки Neoplan. У салоні розташовано 40—51 місць (є можливість забирати чи вставляти крісла). Крісла комфортабельні, відсуваються на 130 °; на спинках крісел, що розташовані виключно попарно, прикручено новий вид відкидних столиків, що хоч і вужчий, та набагато довший за звичні малі столики для кожного крісла окремо: якщо точно — удвічі, оскільки вони з'єднані між собою. Столик так само може опускатися та висуватися при потребі, хоча його залежно від модифікації та замовлення, узагалі може не бути; замість нього встановлюються інші прилади, наприклад вішалка для одягу або маленька комірчина. На спинках крісел є також попільничка «vogel-sitze»[що?] та скринька для тримання невеликих речей. Є також підставка для ніг, що може регулюватися та підлокітник для кожного пасажира окремо, що може складатись і розкладатися. На нижній панелі розташовано батареї опалення, зверху кожного сидіння є невелика панель для індивідуальної підсвітки лампи середньої потужності синього кольору та вентилятора кондиціонера під час руху: вентилятор можна як закрити, так і відкрити під час руху. Обдув салону відбувається під час руху автобуса на швидкості, не меншій за 40 км/год. Водійське крісло зроблено за іншим стилем від пасажирських та оснащене регулюванням його спинки залежно від параметрів (зросту та ваги) водія. Кнопки на панелі легко читаються та кожна має індивідуальне освітлення; стрілкові прилади зроблені з оригінальним дизайном поділок та кольоровими позначками (див. верхнє фото). Остання позначка на спідометрі — 128 км/год (рівно 80 миль/год); максимальна кількість оборотів двигуна — 3000 об/хв. Цікавий факт: біля позначки 100 км/год стоїть знак уваги , оскільки 100 км/год — обмеження швидкості для туристичних автобусів, і починає блимати, коли швидкість переходить за 100 км/год. Проблема нестачі місця та багатьох нових функцій автобуса була вирішена об'єднанням функцій клаксона, очищення скла та включенням дальнього світла у один мультиджойстик, з правої сторони. Лівий важіль, головна функція якого це показ поворотів об'єднує у собі теж декілька функцій. Освітлення салону відбувається за допомогою підсвітних ліхтарів з тонованим покриттям (синім); освітлення як зовнішнє, так і внутрішнє дуже потужне. В салоні встановлено 2 LCD-телевізори (хоча можуть бути простими міні-телевізорами типу VCD — тобто показувати те, що записано на диску у приводі). Також у автобусі є додаткові полиці (на ключі) для зберігання різних побутових предметів. У автобуса є додаткові можливості у вигляді: туалету; кавоварки; кухонного комбайна; телевізорів VCD; GPS і холодильника та комор для зберігання предметів одягу/харчування та інших побутових речей (екстер'єр); ABS; ASR; ECAS — системи ходу автобуса.

## Технічні характеристики
| Модифікація                             | Neoplan N3316 «Euroliner»            |
| Призначення                             | туристичний автобус                  |
| Випуск                                  | з 1998                               |
| Габаритні розміри, мм                   | 12000-2500-3600                      |
| Висота підлоги над рівнем землі, см     | 46                                   |
| Формула дверей                          | 1—1—0                                |
| Підвіска                                | Пневматична, залежна, важільна       |
| Сидінь, шт                              | 40—51                                |
| Споряджена маса, кг                     | 14000                                |
| Повна маса, кг                          | 18000                                |
| Передній звис, мм                       | 2870                                 |
| Задній звис, мм                         | 2380—3330 (залежить від модифікації) |
| Місткість багажного відсіку, м³         | 13—15,7 (залежить від модифікації)   |
| Колісна база, мм                        | 6370                                 |
| Кліренс, мм                             | 350                                  |
| Діаметр повороту, мм                    | 21450                                |
| Максимальне навантаження на осі 1/2/(3) | 7000/11500/(6500)                    |
| Двигун                                  | MAN D2676 LOH 02                     |
| Паливний бак, л                         | 570                                  |
| Максимально обертів двигуна за хвилину  | 3000                                 |
| Максимальна швидкість, км/год           | 128                                  |

## Модифікації
Під час виробництва було застосовано дані модифікації:
- Neoplan N312 U
- Neoplan N312 K
- Neoplan N313 SHD
- Neoplan N316 U
- Neoplan N316 K
- Neoplan N316 SHD